# Gens Cantilia
La gens Cantilia fue una familia romana de finales de la República. Se conoce principalmente de un solo individuo, Lucio Cantilio, secretario de los pontífices en 216 a. C. durante la segunda guerra púnica.
Después de la derrota de los romanos por Aníbal en la batalla de Cannas, Roma se vio acosada por malos augurios y pavor supersticioso. Pronto se descubrió que dos de las vírgenes vestales, Opimia y Floronia, habían sido corrompidas. Una de ellas se quitó la vida, mientras que la otra fue enterrada viva en la Porta Collina, que era el castigo tradicional por su delito. Cantilio, que había corrompido a Floronia, fue azotado hasta la muerte en el comitium por el Pontífice máximo.